# Zamek Wolfsberg

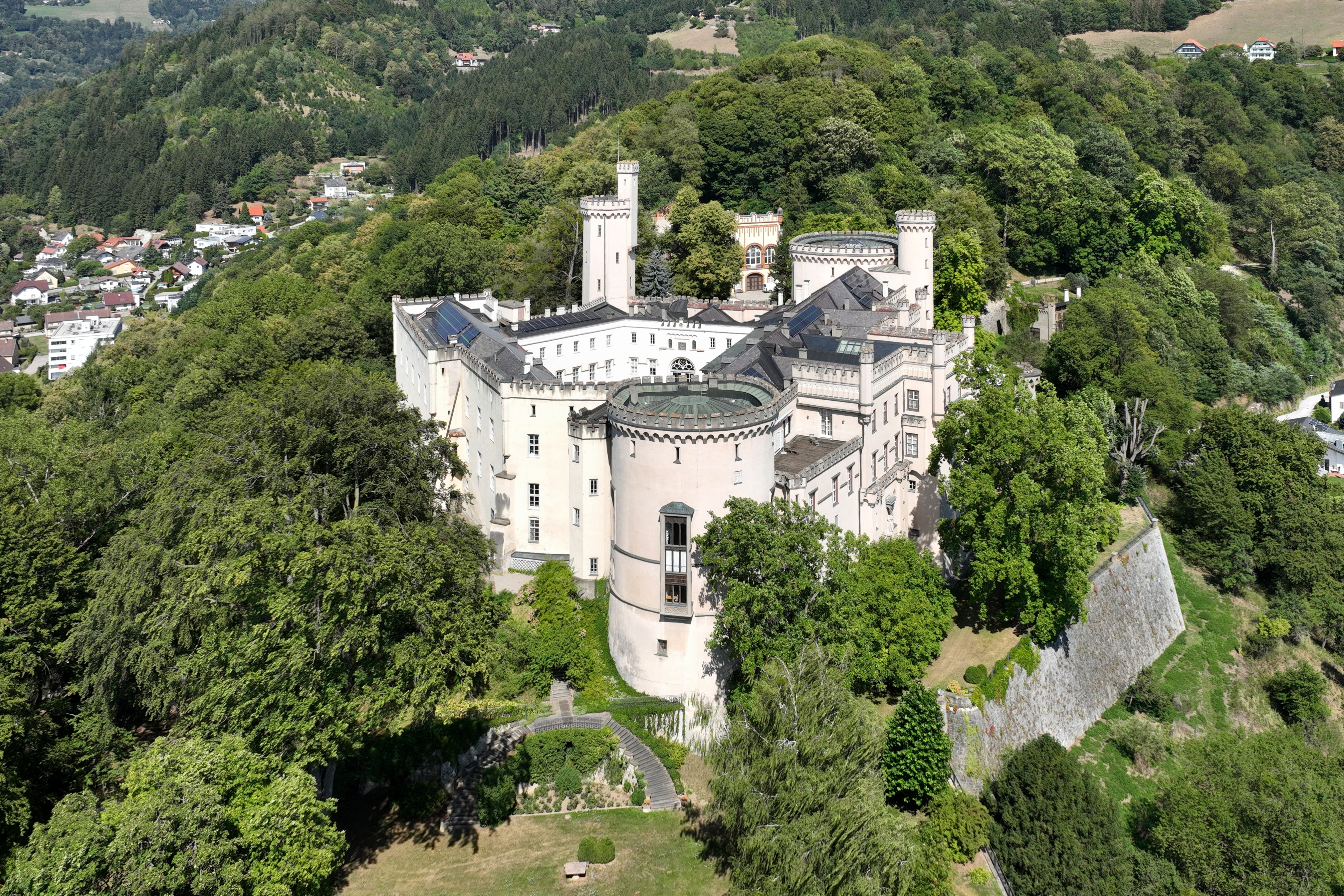
Zamek Wolfsberg

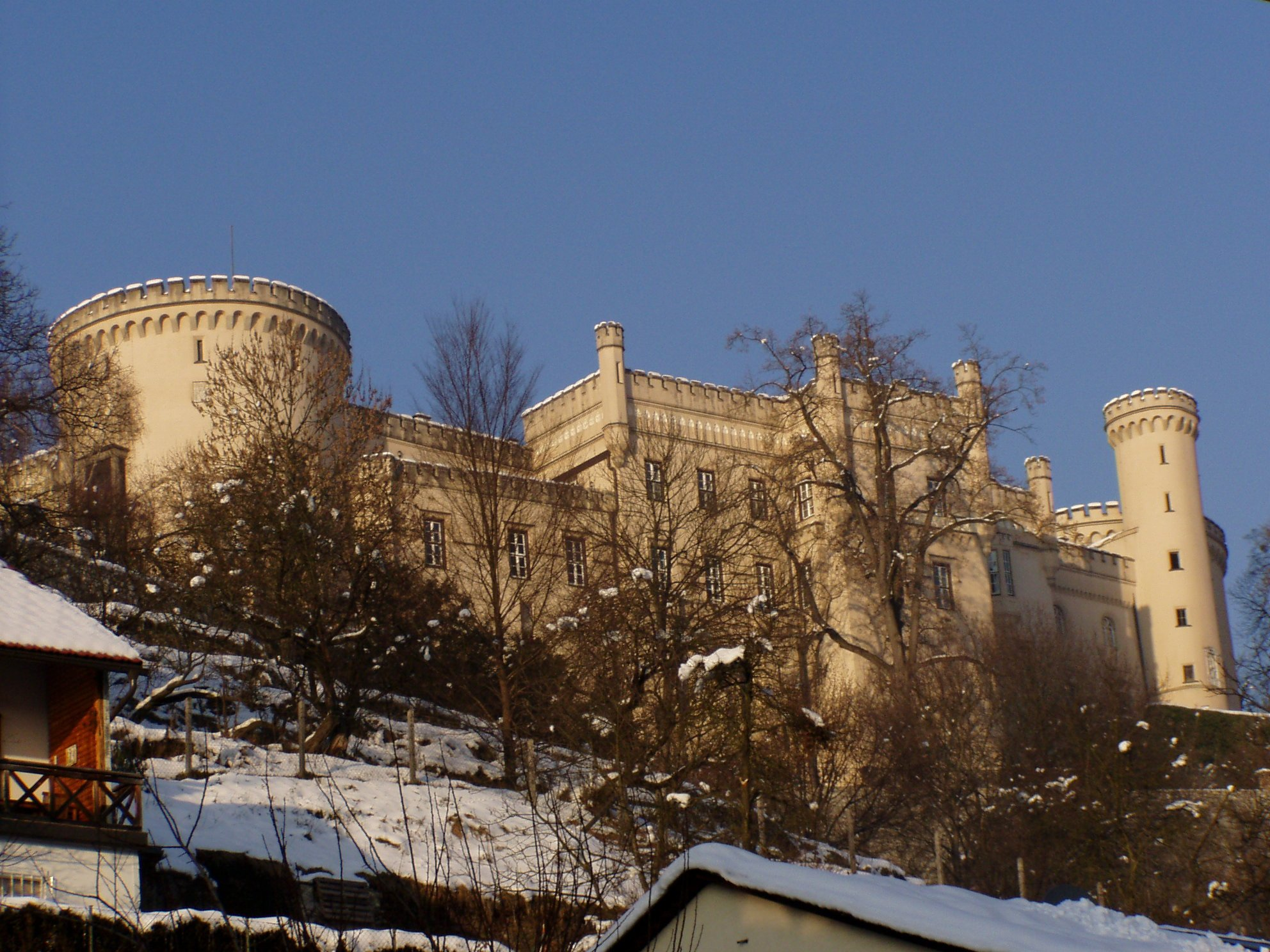
Widok zamku Wolfsberg od strony południowej

Zamek Wolfsberg (niem. Schloss Wolfsberg), znany również jako Zamek Henckel-Donnersmarck - zamek, który wznosi się na wzgórzu na północ od miasta Wolfsberg w austriackim kraju związkowym Karyntia.

## Historia

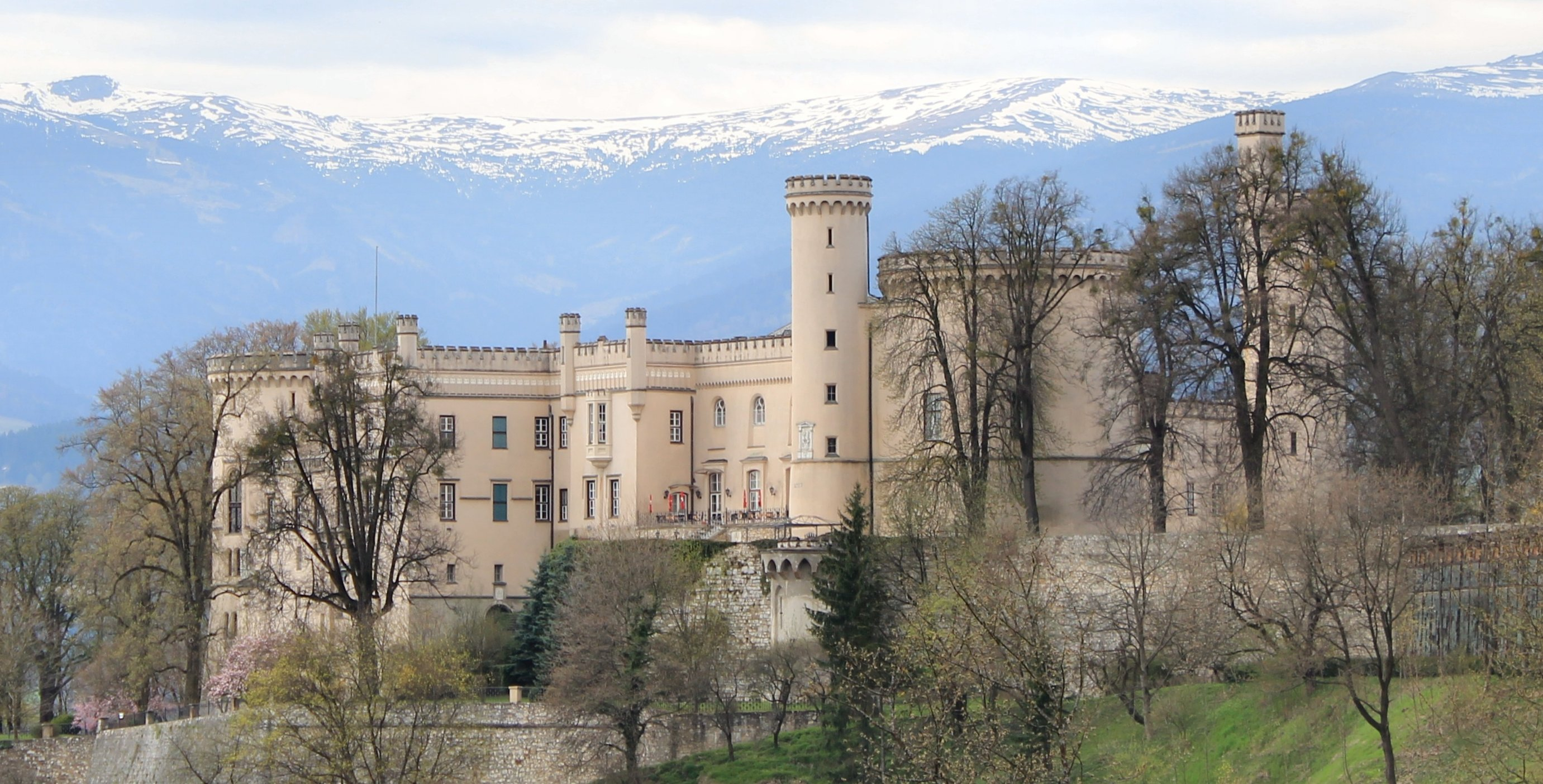
Fasada budynku głównego

Od 1007 roku majątek był własnością biskupstwa Bambergu. Zamek został po raz pierwszy wspomniany w dokumencie z 1178 roku, pochodzącym z Opactwa św. Pawła. Od drugiego ćwierćwieku XIV wieku aż do sprzedaży całych dóbr Bamberg państwu austriackiemu w 1759 roku, zamek był rezydencją wicedominusa, który reprezentował biskupa w sprawach lokalnych. Budynek, składający się z dwóch nieregularnych, połączonych ze sobą skrzydeł, został w XVI wieku przekształcony przez włoskich architektów w twierdzę, która miała chronić przed nadciągającymi Turkami. Jednocześnie kompleks rozbudowano o budynki gospodarcze, bramy i wieże. W 1561 roku wybudowano dzwonnicę.
W 1846 roku pionier przemysłu, Hugo Henckel von Donnersmarck, nabył baronię Wolfsberg, głównie ze względu na tutejsze zasoby drewna i energię wodną, których potrzebował do prowadzenia swojej huty. W latach 1847–1853 zamek przebudował na pałac w stylu angielskiego Tudorów, zatrudniając dwóch wiedeńskich architektów: Johanna Romano i Augusta Schwendenweina. Z dawnego renesansowego budynku nie pozostało prawie nic.

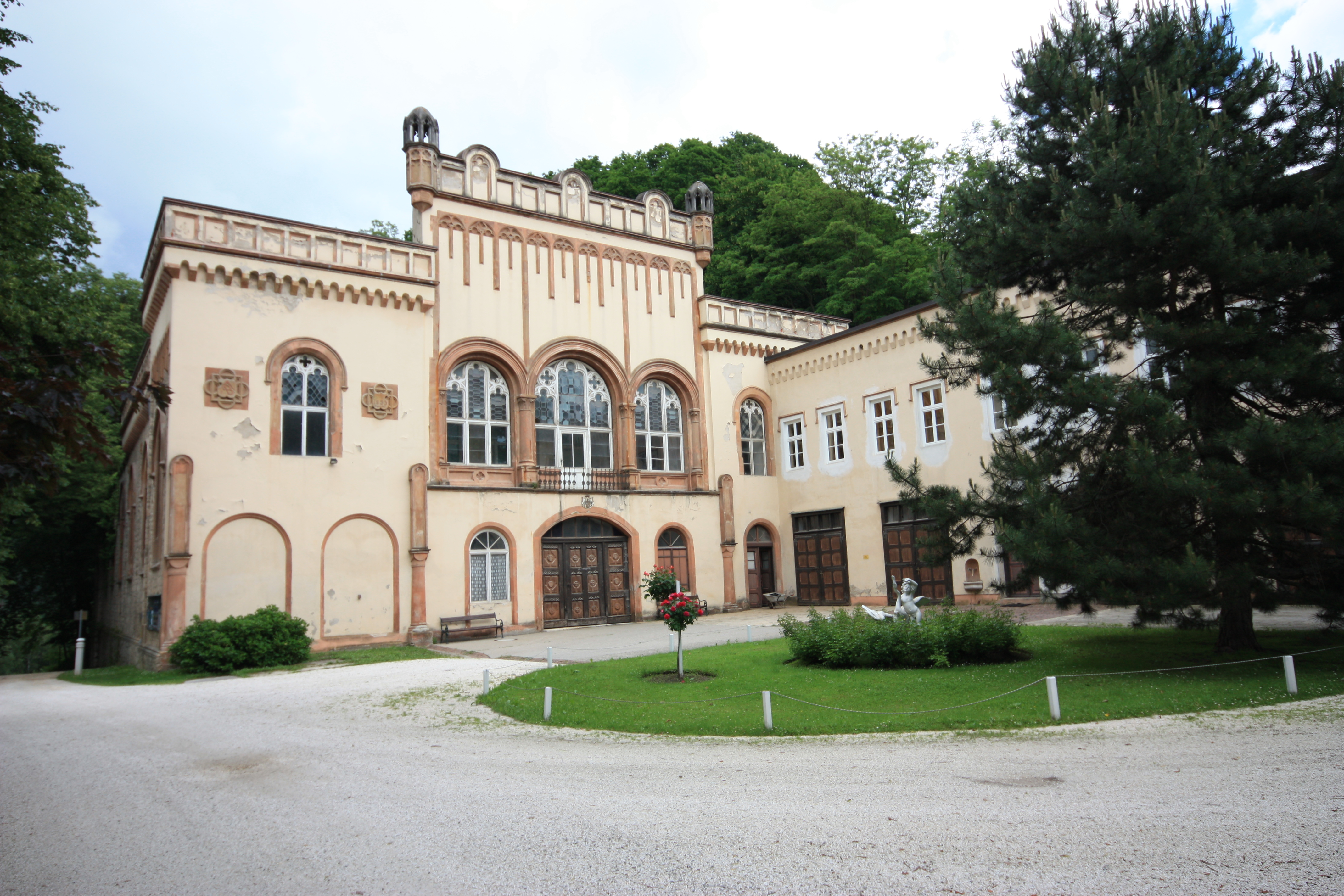
Dawna szkoła jeździecka

Obok głównego budynku znajduje się także dawna szkoła jeździecka, zbudowana w 1855 roku w stylu neoromańskim.
Teren zamku również pochodzi z lat 50. XIX wieku. Rozległy ogród krajobrazowy należy do ważniejszych zabytków architektury ogrodowej w Austrii i jest wpisany na listę zabytków objętych ustawą o ochronie zabytków.
Obecnym właścicielem posiadłości jest Kärntner Montanindustrie (Karynckie Przedsiębiorstwo Górnicze), które wynajmuje sale na imprezy okolicznościowe i wesela. Dyrektorem zarządzającym jest Andreas Graf Henckel von Donnersmarck. Restaurację zamkową prowadzi rodzina Stölzl.

## Literatura
- Podręcznik Dehio. Die Kunstdenkmäler Österreichs. Karynt. Wydanie trzecie poprawione i uzupełnione, poprawione przez Gabriele Russwurm-Biró. Anton Schroll, Wiedeń, 2001,ISBN 3-7031-0712-X, s. 1077–1079.
- Wilhelm Deuer: Burgen und Schlösser w Kärnten. Wydawnictwo Johannes Heyn, Klagenfurt, 2008,ISBN 978-3-7084-0307-6, str. 252 i nast.